# 哲学之道

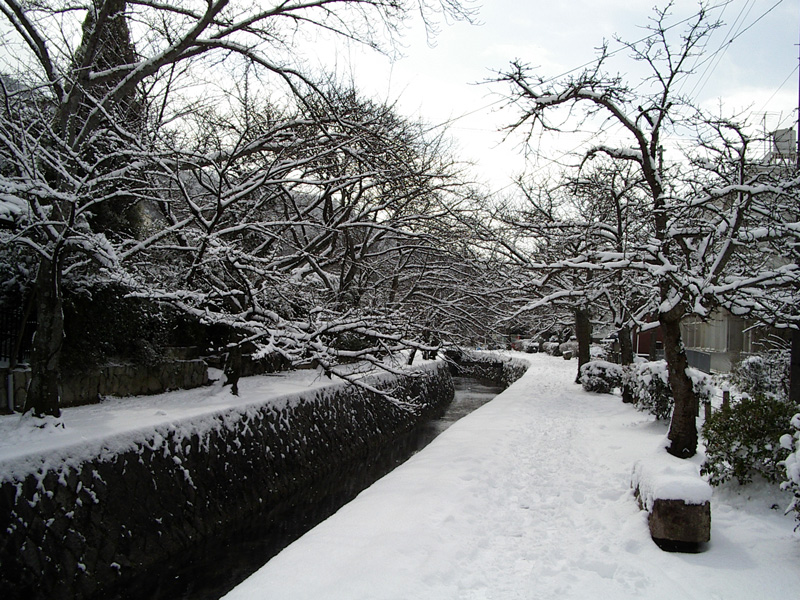
冬季

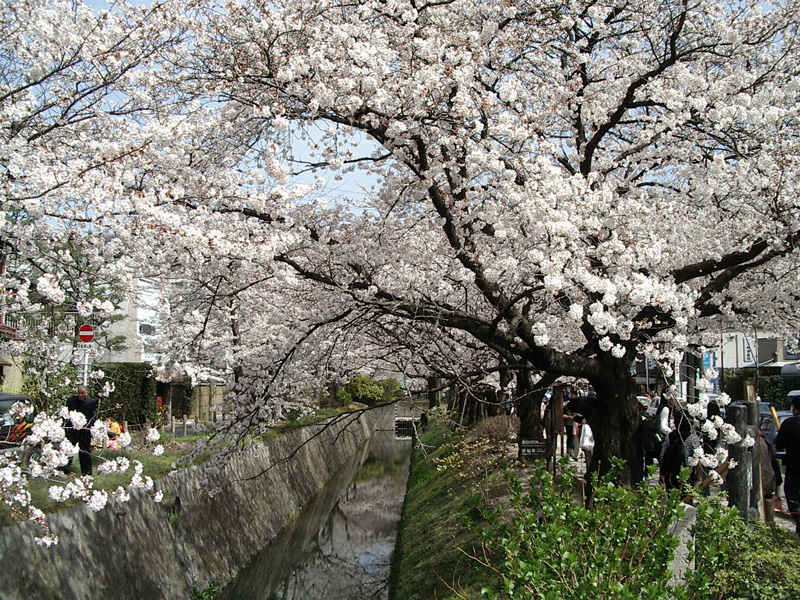
春季，樱花盛开

哲学之道（日语：／）是日本京都府京都市左京区一条2公里长的小道，路旁是琵琶湖疏水，沿途种植樱花树。这条路的名称来源于京都大学哲学教授西田几多郎每日在此冥想。1972年正式命名。哲学之道经过好几座寺庙和神社，例如慈照寺、法然院、永觀堂、禅林寺、南禅寺、熊野若王子神社。